# Diatermancia

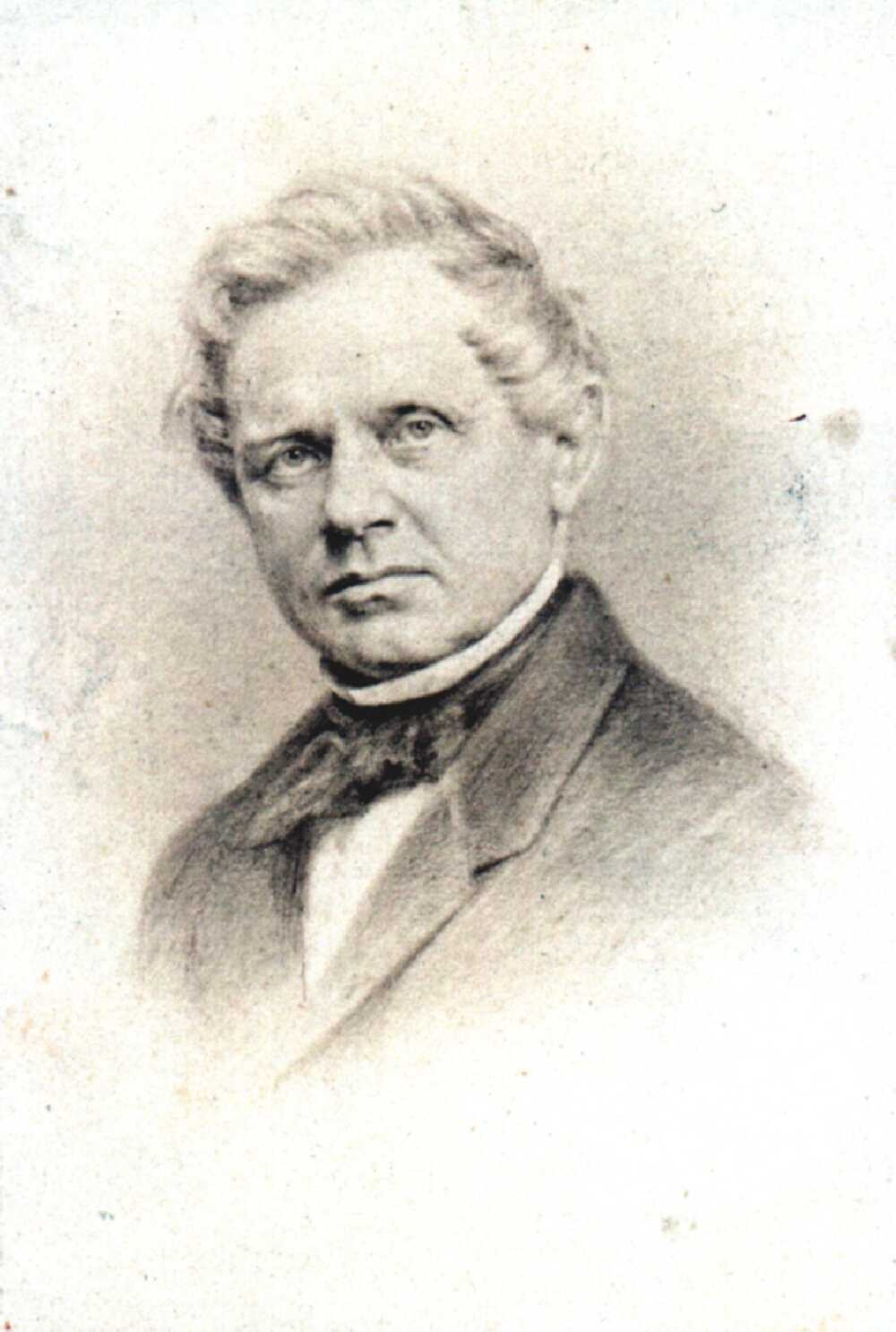
Reproducción fotográfica de un retrato de Heinrich Gustav Magnus, quien desarrolló los estudios más relevantes sobre la diatermancia en el.

Se denomina diatermancia a la propiedad del aire atmosférico de ser atravesado por los rayos solares sin calentarse por ello (de día, 'a través', y termancia, 'calentamiento'). No hay que confundir este término con el de diatermia, que es el tratamiento médico de diversas afecciones con el empleo de radiaciones de calor (infrarrojas) por medios eléctricos o electromagnéticos. En idioma inglés, se emplea el término diathermancy con el mismo significado que aquí se desarrolla y diathermanous (diatérmano) a aquellos cuerpos que son transparentes a las radiciones térmicas, es decir, que se dejan atravesar directamente por los rayos solares (espectro visible) sin calentarse. Los principales estudios sobre la diatermancia se deben a Heinrich Magnus, químico y físico alemán del siglo XIX.

## Calor claro y calor oscuro
Se denomina calor claro al del espectro visible de la luz solar, en el que su longitud de onda está directamente relacionada con la mayor o menor capacidad de transportar calor (por eso se llaman colores cálidos a los más próximos al rojo y fríos al de los colores azules o violetas). En cambio, el calor "oscuro" es el de los rayos infrarrojos, que son propiamente las radiaciones de calor, y se conoció con este nombre desde hace tiempo, por estar fuera del espectro visible para el ojo humano. Esta razón explica el surgimiento de la fotografía infrarroja, que destaca los objetos de acuerdo a su temperatura y no a su color. En la fotografía infrarroja, los objetos de mayor temperatura (la vegetación, por ejemplo) aparecen de color rojo y los más fríos, en color azul. Esta técnica fotográfica constituye una gran ayuda en el campo de los sensores remotos: por ejemplo, en las grandes zonas de vegetación de bosques, el color rojo se identifica como árboles sanos y el amarillo (menor temperatura) como partes de árboles enfermos por algún motivo determinado.
Para aclarar algo más este concepto, es preciso tener en cuenta que el aire no es completamente transparente a la radiación solar referida al espectro visible ya que, como se ha señalado, su calentamiento depende de la mayor o menor longitud de onda de esa radiación y dentro del espectro visible (los rayos que forman el arco iris), la diferencia entre el color rojo y el violeta es considerable y el color rojo calienta el aire más que el azul o violeta. Y para concluir, también hay que tener en cuenta que no todos los rayos infrarrojos (los no visibles) tienen el mismo poder calorífico ya que, como se sabe, también los rayos infrarrojos tienen distintas longitudes de onda, teniendo mayor poder calorífico los de mayor longitud de onda.

## Origen del calor atmosférico

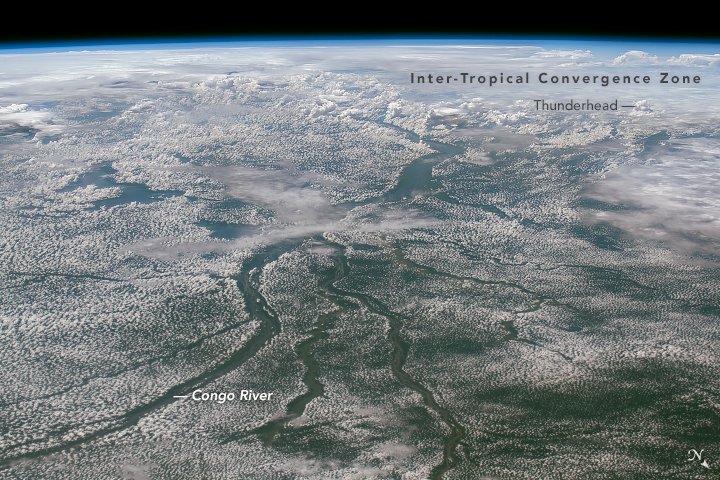
Un ejemplo de la diatermancia atmosférica y de la absorción de la radiación solar por los ríos ya que el agua no es diatérmina sino que absorbe toda la radiación que recibe en su superficie siempre y cuando su temperatura sea inferior a la del aire. Río Congo y afluentes.Imagen de la NASA.

De acuerdo con lo que se ha señalado, el calentamiento de la atmósfera terrestre no es directo sino indirecto a partir de los rayos infrarrojos de mayor longitud de onda (calor oscuro como se ha dicho) que son emitidos por la superficie terrestre caliente. El alcance de estos rayos infrarrojos es muy limitado hacia arriba ya que calientan solo el aire en contacto con dicha superficie. A su vez, esta capa inferior del aire en contacto con el suelo caliente genera un cambio significativo de su densidad, por lo que actúa como una especie de espejo, produciendo el fenómeno conocido como espejismo en un desierto o en una carretera durante el verano (el pavimento aparece como mojado) o la especie de reverberación luminosa que puede verse en las superficies muy calientes, como sucede con los techos de los automóviles expuestos al sol del mediodía: puede verse la deformación de los rayos luminosos al atravesar el aire más caliente que tiene menor densidad. Así, estos fenómenos no son sino manifestaciones de la refracción de la luz solar al atravesar capas de aire de distinta densidad. De manera que el origen del calor atmosférico tiene dos fuentes principales, el contacto del aire con las superficies de continentes e islas y el que tiene con los océanos, mares y aguas continentales, siendo este último el que tiene más importancia por dos razones: la mayor superficie de los océanos en comparación con los continentes e islas y la masa mucho mayor de la hidrosfera en comparación con la atmósfera; además de que las corrientes marinas constituyen el mayor vehículo de transporte de calor y el que explica en su mayor parte la regulación de los fenómenos atmosféricos a lo largo y ancho de toda la Tierra.

## Calentamiento del aire y presión atmosférica
La atmósfera no es, a pesar de lo que aquí se ha señalado, una mezcla de gases perfectamente diatérmana, es decir, gases que no se calientan al ser atravesados por los rayos solares. Lo que sucede es que el calentamiento del aire está relacionado con la mayor o menor presión atmosférica del mismo: cuanto mayor presión atmosférica del aire, mayor capacidad de absorber energía tendrá, es decir, que tendrá mayor capacidad de calentarse. Siendo el aire una mezcla compresible de gases, por lo que el propio peso de la atmósfera comprime el aire hacia la superficie terrestre, la mayor presión atmosférica se produce al nivel del mar, sin tener en cuenta las variaciones geográficas de dicho nivel. Así, la capa de aire que puede almacenar mayor cantidad de calor es la que se encuentra en contacto con la superficie terrestre. El resultado de ello es que el calor incidente sobre la atmósfera, pasa a través de ella sin calentar el aire de manera significativa aunque incrementándose ligera y gradualmente a medida que se van alcanzando las capas inferiores del aire, que son las que pueden absorber y retener mayor cantidad de energía térmica.

### Presión atmosférica y vientos
La dirección de los vientos depende, en sentido general, de la presión atmosférica. Es una ley muy conocida que el viento se dirige de los lugares de mayor presión (anticiclones) a los de menor presión (ciclones o depresiones barométricas). Lo que ya no resulta tan evidente y, por lo tanto es muchas veces motivo de error, es que hay dos tipos de anticiclones y de ciclones: los de origen dinámico (motivados como consecuencia del movimiento de rotación terrestre) y los de origen térmico. En el primer caso, los vientos resultantes tienen un recorrido muy largo (miles de km) y constante (por eso se llaman vientos constantes o planetarios), mientras que en el segundo caso, el recorrido es mucho menor (cientos de km o mucho menos) y coinciden, el anticiclón (alta presión) y la depresión (baja presión) casi en el mismo lugar, colocándose, como es obvio por una simple ley de física, el anticiclón arriba y la depresión abajo porque primero se produce la baja presión, con lo que asciende el aire caliente a gran altura y al enfriarse puede formar una nube, incluso llegando a un nivel donde el aire que rodea dicha nube es mucho más pesado, con lo cual baja por los bordes para ocupar a nivel del suelo o de la superficie marina, la especie de vacío creada por el ascenso del aire caliente. Al proceso de movimiento vertical de ascenso del aire por calentamiento en la superficie terrestre se llama convección y a las lluvias consiguientes, lluvias de convección, mientras que al movimiento de descenso del aire después de haberse enfriado y que constituye una compensación de la convección se llama subsidencia atmosférica. Lo mismo sucede cuando se calienta una olla con agua: sube por el centro (donde se concentra el calor de la hornilla o del fuego) y baja por los lados (donde se enfría la propia olla al contacto con el aire a temperatura más baja). Esta alta presión en altura (anticiclón) siempre acompaña todas las depresiones barométricas en la superficie. Esta especie de simbiosis entre los anticiclones y los ciclones o depresiones barométricas explican la mayor o menor duración de las tormentas ciclónicas, tornados, huracanes y otros procesos meteorológicos. El ejemplo de los tornados es muy interesante en este sentido ya que es donde se puede comprobar esa especie de lucha entre la subsidencia del aire frío y seco y la convección del aire cálido y húmedo: el primero forma una espiral descendente en sentido horario, con un radio de giro muy pequeño al llegar al suelo y que da origen casi inmediatamente (cuestión de segundos) a la formación de una espiral ascendente en sentido antihorario que aumenta su radio de giro formando una nube embudo que se enfría rápidamente al ascender y que ocasiona lluvias intensas y en algunos casos, fuertes tormentas eléctricas y granizadas. La mayoría de los tornados dejan constancia en el suelo, de los destrozos producidos por la convección repentina y violenta, así como interrupciones muy notables y también repentinas que se presentan al pasar sobre superficies acuáticas de un lago, del cauce de un río o simplemente, del suelo empapado por una lluvia anterior. Estos factores de humedad provocan la subsidencia del aire y el debilitamiento de la convección, con lo que la huella destructiva del tornado desaparece. En los últimos años, se han hecho miles de estudios del origen de los tornados y otras tormentas, de su evolución, de su ruta de destrucción y de las anomalías visibles en dicha ruta. No todos esos estudios tienen el mismo valor explicativo, pero es muy bueno ver una imagen satelital que muestre las rutas de los tornados y un vídeo o película de cámara rápida que muestre lo que aquí se ha explicado:
- Imagen satelital de los tornados producidos en el área de Tuscaloosa (Oklahoma). En la imagen pueden verse las huellas de destrucción producidas por las rutas de tres tornados producidos casi al mismo tiempo.[3]

#### Vientos constantes o planetarios
Estos vientos tienen unas causas de origen dinámico que dependen del movimiento de rotación terrestre y, en menor grado, del movimiento de traslación. Los principales son los alisios, desde las zonas subtropicales hasta el cinturón ecuatorial de bajas presiones, es decir, del noreste al suroeste y los vientos del oeste, desde las zonas subtropicales hacia el llamado frente polar, ubicado aproximadamente en las zonas atravesadas por los círculos polares y desplazándose aproximadamente del suroeste al noreste.

#### Depresiones barométricas
Las áreas de baja presión (ciclones o depresiones barométricas) pueden generar vientos de gran velocidad con un fuerte componente vertical que compensa los flujos de energía (calor) debidos a las diferencias de temperatura y, por lo tanto, de presión atmosférica que hay en la superficie de nuestro planeta.

## El calentamiento de la atmósfera de origen terrestre
Es el calor reflejado por la superficie terrestre el que posteriormente calienta a la franja inferior de la atmósfera. Este calentamiento indirecto se manifiesta a través de los espejismos en días calurosos en los desiertos y en las carreteras y en la reverberación que se produce en los techos de los automóviles: no son los rayos solares los que calientan el aire, sino los rayos infrarrojos que se reflejan en la superficie y que, debido a su mayor longitud de onda, pierden rápidamente su capacidad de intercambio de calor con dicha capa inferior del aire. Con el agua de los océanos sucede un fenómeno físico diferente al de la atmósfera. Los rayos infrarrojos calientan directamente la capa superior del agua y disminuyen sus efectos rápidamente al aumentar la profundidad. Por eso, en las aguas inmóviles de alguna playa, lago o piscina, la temperatura de las aguas que tenemos en los pies es mucho más baja que la de las aguas superficiales. Esta característica de las aguas (no ser diatérmanas) es la que explica el color azul de las aguas profundas, ya que la absorción de la mayor parte del espectro de la luz blanca (luz solar) solo está limitada a una profundidad relativamente escasa.

## El calentamiento atmosférico de origen oceánico

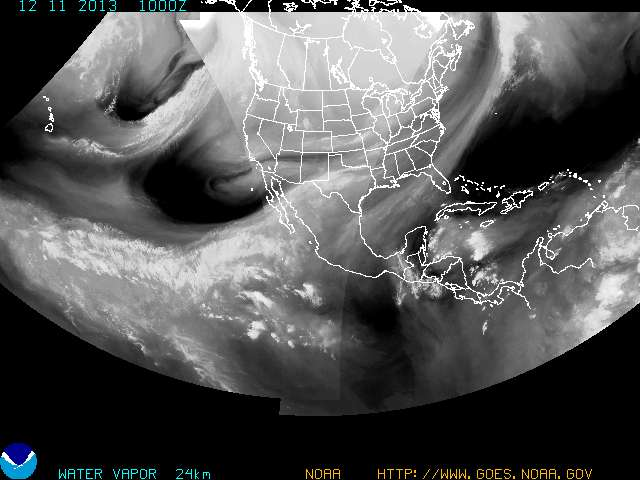
Imagen que registra el vapor de agua existente para el 11-DIC-2013-10 AM en el mar Caribe y en el océano Pacífico Septentrional. Un claro ejemplo de calentamiento de la atmósfera por la evaporación de las aguas oceánicas.

La capacidad de transporte de calor por parte de un fluido depende, evidentemente, de la masa de dicho fluido: cuanto mayor sea esa masa, mayor será su capacidad para absorber y transportar calor. Como la masa del agua oceánica es muy superior a la de la atmósfera es lógico suponer que los océanos son los responsables del mayor flujo de calor entre la zona intertropical y las templadas o polares. Lo que sucede es que resulta difícil diferenciar cuantitativamente cuál es el calor absorbido directamente por la atmósfera a través de la insolación (casi insignificante por lo demás y que depende del polvo y moléculas de agua en forma de vapor o en suspensión) y a través del calor reflejado por los continentes, para así compararlo con el que absorbe la atmósfera del propio océano.
La mejor muestra de la capacidad del océano en suministrar calor a la atmósfera a través del ciclo hidrológico, en forma de la evaporación del agua y posterior condensación para formar las nubes y por último, la precipitación que devuelve a la superficie terrestre el calor absorbido previamente nos la ejemplifica un video animado realizado por la NASA de la lluviosidad originada por la temporada de huracanes de 2012.
No debemos subestimar el papel de las corrientes oceánicas en el flujo de calor desde las latitudes ecuatoriales hacia las templadas y polares, como algunas veces se ha hecho. Este es un error evidente, y que muestra la dificultad en la comprensión integral del tema aquí tratado por parte del ciudadano promedio e incluso de investigadores y científicos en los temas atmosféricos y oceanográficos. Un ejemplo bastante claro lo podemos ver en las imágenes de satélite de ciertas zonas intertropicales: cuando las corrientes oceánicas procedentes del este pasan entre dos islas y encuentran aguas mucho más calientes se suelen formar unos rosarios o alineaciones de nubes por el contraste de temperatura, de la misma manera que se forman las estelas de los aviones de reacción. 
Por otra parte, la circulación de los vientos constantes coincide a grandes rasgos con la de las corrientes oceánicas, lo que podría enmascarar la influencia mutua entre la parte líquida y la gaseosa en la superficie terrestre. Esta influencia mutua tiene dos manifestaciones importantes: por una parte, las corrientes marinas cálidas son las responsables de la enorme cantidad de calor que se traslada hacia las costas occidentales de Europa y de América del Norte en las latitudes templadas y polares. Dichos vientos constantes (vientos del oeste) absorben ese calor (en forma de nubes) de las aguas superficiales de la corriente del Gulf Stream en el Atlántico y de Kuro-Shivo en el Pacífico. Y en sentido inverso, la coincidencia de los vientos alisios del noreste y sudeste con las corrientes ecuatoriales de los hemisferios norte y sur, respectivamente, acelera, por un lado, la surgencia de aguas profundas frías (corrientes frías) en las costas occidentales de los continentes (corriente de las Canarias y de California en el hemisferio norte y de Benguela y del Perú en el hemisferio sur), ya que al proceder los vientos de África y América del Sur se crean unas pequeñas olas de traslación muy superficiales hacia el oeste y esa traslación origina, parcialmente, la succión que explica dicha surgencia. Sin embargo, hay que anotar que esta surgencia de aguas frías en las costas occidentales de los continentes se debe, no solo a la dirección de los vientos alisios en la zona intertropical, sino a la dirección de las aguas oceánicas en la zona abisal (de oeste a este, al igual que la Tierra en su movimiento de rotación) cuando el plano inclinado del talud continental y las franjas inmediatas a las costas de África y América del Sur, obligan a las aguas profundas a surgir junto a la costa. Dicho en otras palabras: las aguas del fondo oceánico acompañan a la parte sólida de la litósfera en el movimiento de rotación, prácticamente sin ningún desplazamiento por inercia debido a la enorme presión que soportan. Pero al llegar esas aguas a las costas de África occidental, aquí sí por inercia, tienden a seguir el movimiento que tenían en el fondo pero se ven obligadas a ascender por la disminución de la profundidad. Este es el principal motivo por el que esas aguas de origen profundo sean muy frías. Es necesario hacer esta aclaratoria porque en el análisis de las corrientes frías de la zona intertropical se ha citado como el origen de dichas aguas, en muchas obras sobre el tema, a corrientes procedentes de las zonas polares, lo cual es un error. La corriente de Humboldt o del Perú, por ejemplo, no podría tener un origen antártico, por cuanto entre las costas del Perú y las de la Antártida existen corrientes oeste-este, pero de aguas templadas o cálidas. Con mucha mayor razón se podría citar el caso de las corrientes frías en el hemisferio norte (corrientes del Labrador, Oya Shivo, California y, sobre todo, corriente de las Canarias). En el caso de esta última corriente (Canarias), por ejemplo, sería imposible que la frialdad de sus aguas procediera de las latitudes polares del hemisferio norte ya que, entre la latitud de las Canarias y la de la zona polar ártica se atraviesa la enorme Corriente del Golfo, que es de aguas cálidas, y mucho menos podrían proceder de la zona antártica, ya que existe de por medio la enorme corriente ecuatorial de este a oeste que también es de aguas cálidas.

## El caso especial de los grandes ríos

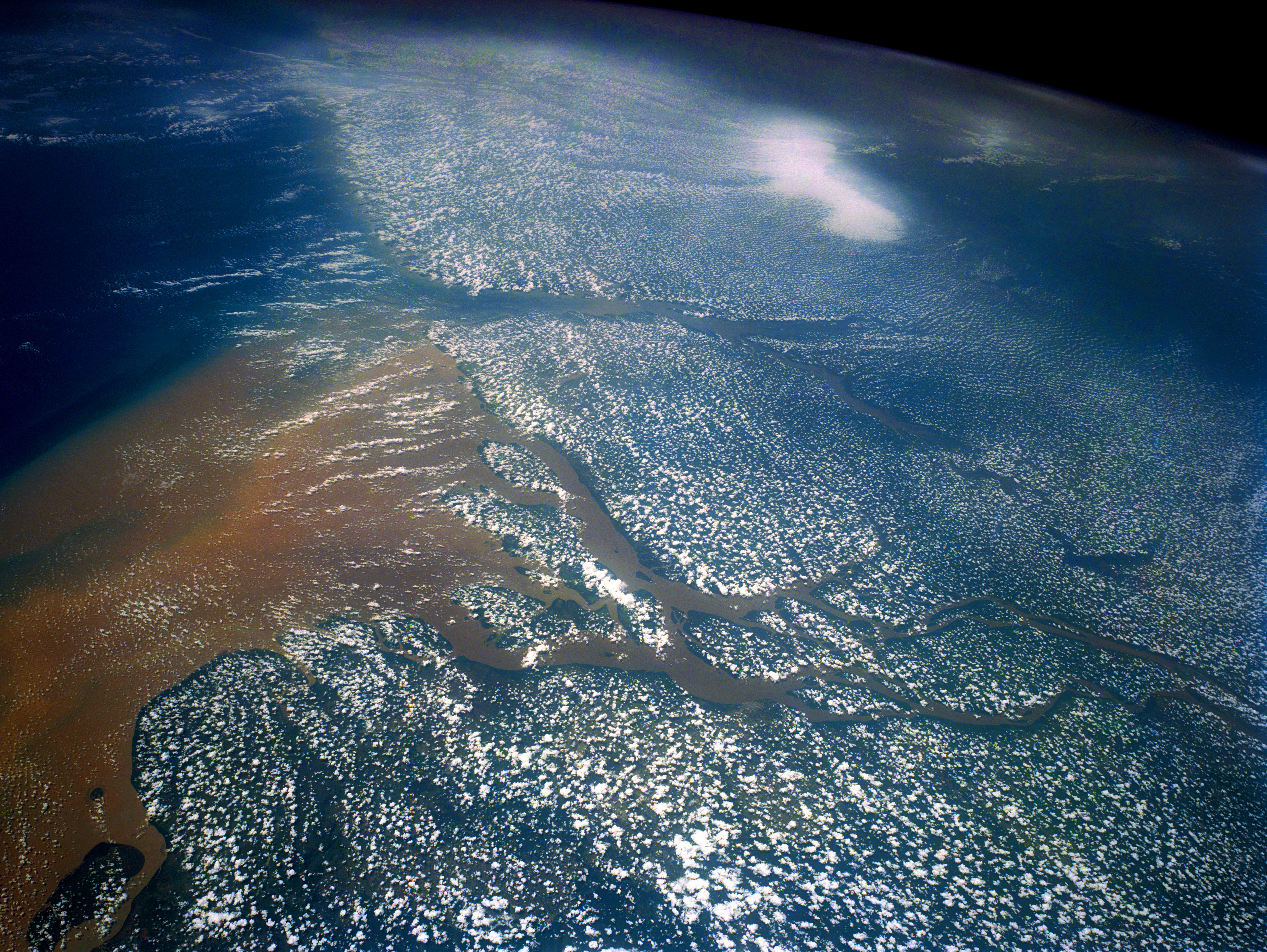
Desembocadura del Amazonas en el océano Atlántico en la que puede verse la ausencia de nubes sobre las aguas fluviales, y también sobre las marinas. La isla grande es la de Marajó. La imagen está dirigida hacia el sur.

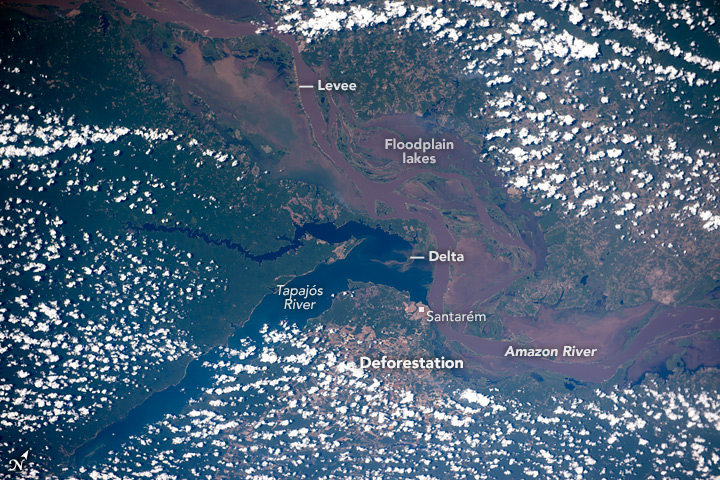
Otra imagen satelital más detallada, también del río Amazonas en Santarem (Pará), en la confluencia con el río Tapajós que es de aguas negras. Imagen dirigida hacia el norte. Esta zona queda a unos 400 km aguas arriba del delta del Amazonas en la otra imagen. También puede verse la ausencia de nubes sobre los ríos y sus áreas de inundación con mayor cantidad de agua en el suelo, lo que explica esa ausencia o escasez de nubes.

Como puede verse en la imagen satelital de la desembocadura del río Amazonas, se presenta una notable ausencia de nubes sobre las aguas de dicho río, lo cual parece contradecir lo que aquí se ha explicado. Sin embargo, no existe tal contradicción, como se ha señalado en el artículo sobre la cuenca del Orinoco. Se trata de un comportamiento distinto de las aguas y tierras en cuanto el proceso de absorción y emisión de calor, mucho más lento en el caso de las aguas que en la superficie terrestre: los sólidos se calientan más rápidamente pero también se enfrían con mucha rapidez. Es por esta razón por lo que las aguas regulan la temperatura atmosférica en mayor proporción que las tierras y por lo que la zona intertropical, que es la que posee mayor volumen de aguas continentales y atmosféricas, no es la más calurosa del planeta en lo que se refiere a las temperaturas medias diarias y máximas absolutas. Lo que sucede en el caso del enorme volumen de las aguas fluviales en esta zona (ríos Orinoco, Esequibo, Caura, Amazonas, Congo y muchos otros) es que las imágenes de satélite se toman en horas de la mañana o comienzos de la tarde debido a que son las horas del día en las que la nubosidad es menor. La lentitud en la absorción de calor por la insolación, por parte de las aguas fluviales, en comparación con las tierras es lo que explica la ausencia de nubes en horas de la mañana. Precisamente, estas imágenes de grandes ríos sin nubes en horas de la mañana son las que demuestran el fenómeno aquí descrito: el aire es diatérmano (es decir, se deja atravesar por los rayos solares sin calentarse) pero el agua no lo es. Lo mismo puede decirse con respecto a las aguas oceánicas, como puede verse en gran parte de la imagen de satélite. Y si en horas de la mañana, que son aquellas en las que las aguas de los grandes ríos tienen las temperaturas más bajas, no se producen nubes sobre dichos ríos es porque todo el calor de la insolación está siendo absorbido por las aguas y, por lo tanto, no hay irradiación de calor hacia la atmósfera, sino que se forma un área anticiclónica de aire frío sobre los grandes ríos, lo cual impide o limita la formación de nubes. Algo muy distinto sucedería en el caso de tomar imágenes satelitales en horas de la tarde (sobre todo al final de la tarde), cuando ya las aguas fluviales han absorbido el calor solar el cual se disipa a través de la evaporación y formación de nubes.
En resumen, al referirnos a los grandes ríos, el mayor calor específico del agua con respecto al aire produce el efecto que se observa nítidamente en la imagen de la desembocadura del Amazonas y que se explica con la mayor y más lenta absorción de calor por parte de las grandes masas de agua en comparación a las tierras.

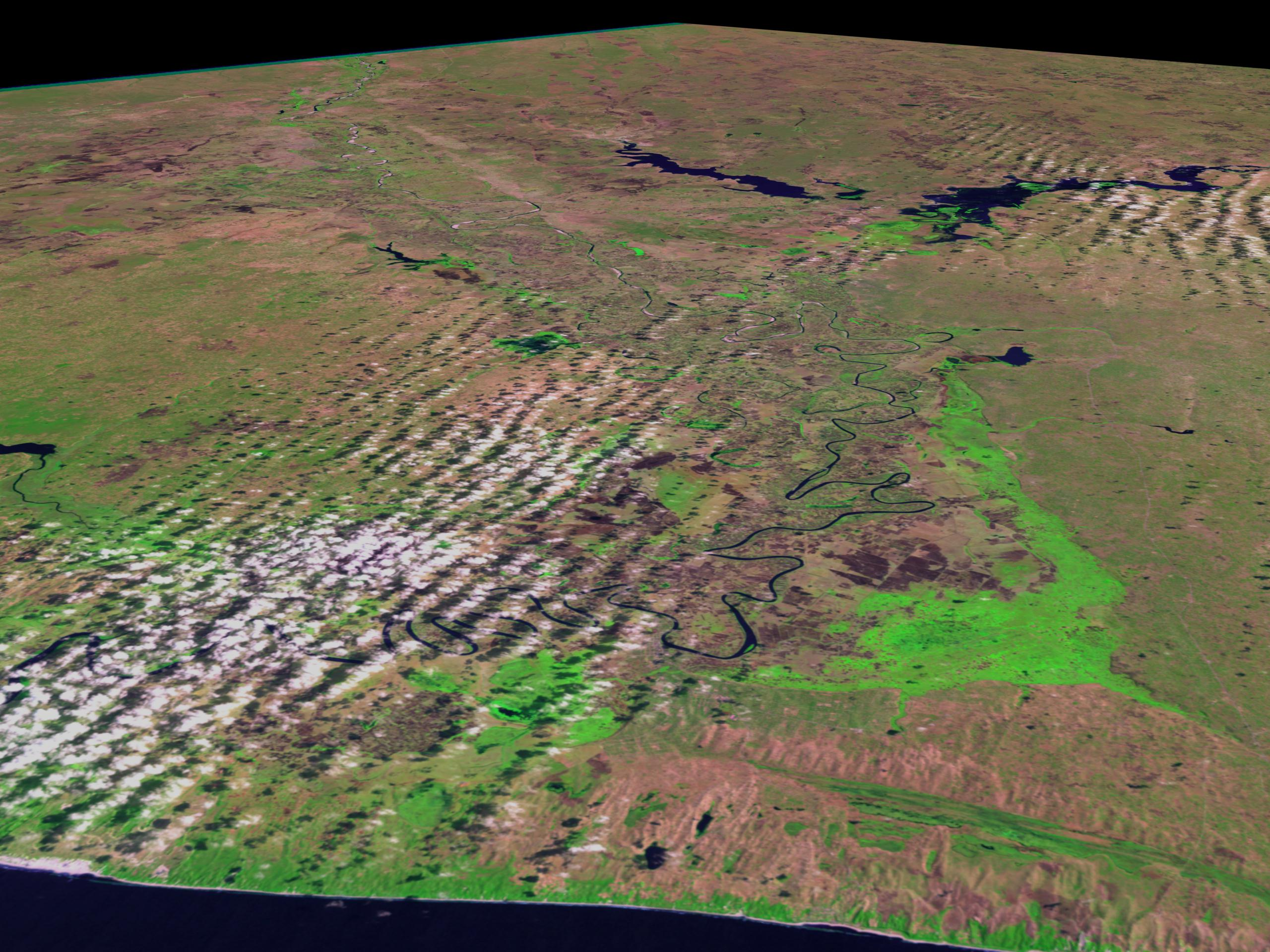
La extensa planicie de la cuenca del río Zambezi, en Mozambique, antes de las inundaciones tan severas del año 2000. Puede verse la escasez de nubes sobre la mayor parte del territorio que abarca la imagen de satélite. Las lagunas de la parte sur de la zona inundada (parte inferior de las imágenes) sirven de referencia de que el territorio representado en las dos imágenes viene a ser el mismo.

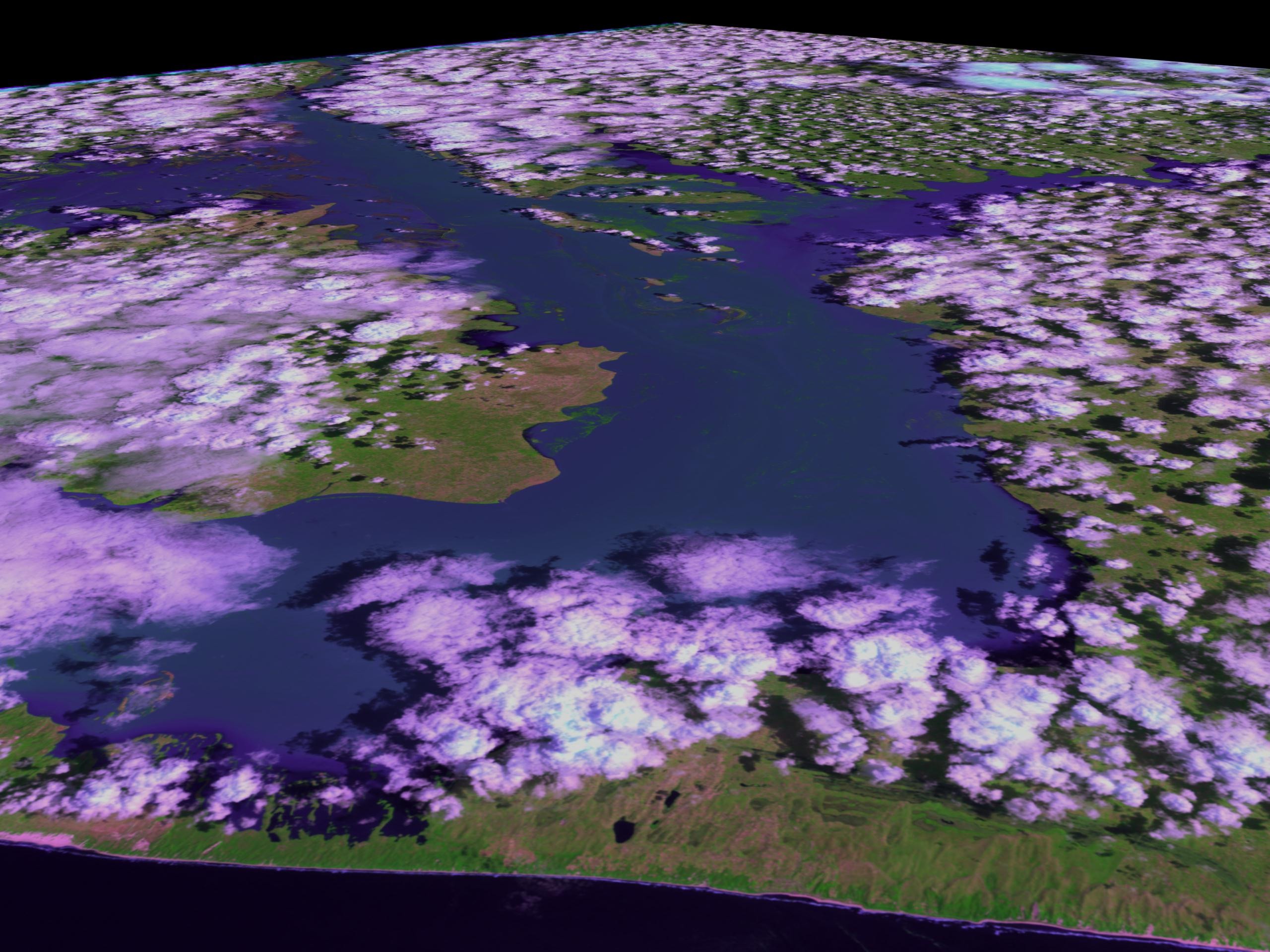
El mismo territorio de la imagen anterior después de que las inundaciones de marzo del año 2000 crearan una especie de lago muy extenso pero de escasa profundidad. Puede verse en la imagen que sobre el territorio inundado casi no existen nubes por el fenómeno explicado de la toma de la imagen durante horas de la mañana, cuando las aguas de la zona inundada están absorbiendo la radiación solar y no convierten todavía ese calor de la radiación en evaporación lo que daría como resultado la formación de nubes.

Lo mismo que hemos visto con respecto a los ríos amazónicos puede verse también en el caso de una extensa zona inundada, aunque en gran parte de la misma la profundidad de las aguas sea bastante escasa. Más aún: como se explica en el artículo sobre los chubascos, una lluvia producida por convección en una llanura deja el suelo mojado en una zona ovalada cuyo efecto sobre el tiempo meteorológico inmediato (uno o dos días) es de tipo anticiclónico y por lo tanto, aunque se presenten nuevas nubes de convección en el lugar, las posibles lluvias sobre esa zona ovalada serán muy escasas o nulas. Este es el motivo por el que las lluvias en la selva amazónica, por citar el área más extensa de clima ecuatorial, se reparten de manera relativammente homogénea en una región que tiene casi 10 millones de km². Dicho reparto de la lluviosidad en una región tan extensa siempre intrigó a los geógrafos: Pablo Vila, por ejemplo, señala en su libro Geografía de Venezuela que el origen de las lluvias tan frecuentes y abundantes en esta zona está en la elevada humedad ambiental debida a la lluviosidad y, en especial, a la transpiración y evaporación procedente de la vegetación, que se traducen en lluvias frecuentes y el clima de selva predominante.
Pero la explicación de este fenómeno es algo más compleja e involucra, además de la diatermancia del aire, al fenómeno conocido con el de la subsidencia del aire, es decir, al descenso del aire frío y seco. En cambio, las nubes se forman en los lugares donde hay convección aunque sea casi imperceptible.   

### Una explicación diferente sobre el caso de los grandes ríos
Recientemente, la NASA, a través de una página en el dominio público, publicó un artículo sobre el Amazonas en el que se explica la falta de nubes en los grandes ríos amazónicos de una manera distinta a la que aquí se presenta.
Se trata de la página Earth Observatory en donde se analizan y comentan imágenes obtenidas por algún satélite meteorológico (como MODIS o AQUA) o por otros tipos de sensores remotos. En dicha página apareció una imagen similar a la que se incluye en este artículo de la desembocadura del río Amazonas, tomada el 26 de agosto de 2009.
El artículo se denomina Afternoon Clouds over the Amazon Rainforest (Nubes vespertinas sobre la selva amazónica) y en él se señala que:

As the air drops, it warms, and the warming air keeps the water vapor from condensing into clouds. As a result, there are no clouds over the rivers.
A medida que el aire frío desciende, se calienta y el aire caliente evita que el vapor de agua se condense para formar las nubes. Como resultado de ello, no hay nubes sobre los ríos.
NASA - Earth Observatory.

 (Tomado del artículo Afternoon Clouds over the Amazon Rainforest).

#### Una nota sobre la explicación anterior

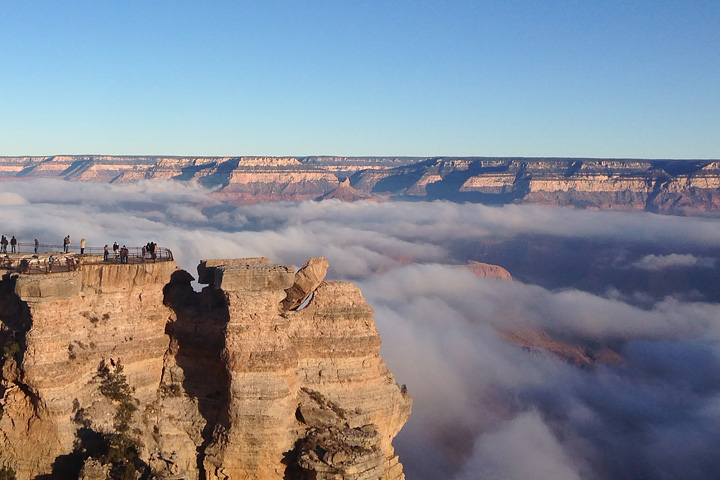
Niebla matinal en el Gran Cañón.

La cita anterior solo se puede referir al efecto Föhn en las laderas de sotavento, cuando una masa de aire húmedo que previamente había subido por la ladera de barlovento de una cordillera y se condensa formando nubes y lluvias denominadas orográficas, desciende por el otro lado cuando ya ha dejado su humedad, por lo que se calienta mucho, pero como es un aire seco, produce un efecto secante y, desde luego, no presenta nubes.
Sin embargo, al presentarse este fenómeno en la selva amazónica, donde no hay relieves que puedan producir el efecto föhn, se debe interpretar como aquí se ha explicado previamente, es decir, que los rayos solares calientan primero la parte terrestre y mucho después, las aguas fluviales y el suelo mojado. Así, el suelo solo tarda poco tiempo en calentarse al máximo, mientras que el agua tarda unas 10 horas o más en calentarse y va soltando después el calor, en forma de humedad por la evaporación de sus aguas: si no hay nubes sobre los ríos es porque la radiación solar está siendo absorbida por el agua y ésta no se evapora. Solo al final de la tarde o ya avanzada la noche, cuando ya el agua alcanza una cierta temperatura, comienza a evaporarse lentamente y asciende formando nubes. Más aún, es muy frecuente ver (en los Llanos venezolanos es algo típico) las brumas o nieblas matinales sobre los ríos, fenómeno que se debe a la evaporación nocturna del agua caliente en un aire mucho más frío y, por lo tanto, más seco. El mismo fenómeno puede verse en Europa en un amanecer de un día invernal desde un avión: las nieblas matutinas ocupan las depresiones y la superficie de ríos, pantanos y lagos, mientras que en horas diurnas dichas superficies acuosas están libres de nubes. Y la imagen de la NASA de la neblina en el Gran Cañón es un ejemplo similar a los que se han indicado: la aparición de bancos de niebla en las depresiones se debe a la evaporación nocturna del agua superficial debido a que esa agua conserva más calor que el aire anticiclónico, más pesado y frío y, por lo tanto, más seco, que forma una especie de techo (como el techo de un invernadero) que solo se abre cuando el calor solar evapora el agua que las forman, con lo que ese vapor asciende junto al calor de condensación resultante.
La comprensión de la idea subyacente de este artículo (diatermancia) resulta fundamental para entender la estructura y dinámica de la atmósfera, aspectos en que, a pesar de la excelente información de primera mano que se tiene de la atmósfera en los tiempos actuales, gracias a los satélites artificiales y, en general, a los extraordinarios avances tecnológicos de fácil acceso para todos los interesados en el tema, todavía existen muchos aspectos poco investigados y numerosos problemas que se necesitan corregir, ampliar y mejorar.
La utilidad de estos conceptos resulta evidente: los tornados, por ejemplo, se forman cuando existe un proceso de subsidencia en la parte frontal de una tormenta con nubes de gran desarrollo vertical, como los cumulonimbos. Mientras que el aire frío y seco desciende desde un nivel superior al de las nubes más elevadas (parte superior de un cumulonimbo, p. e.), el aire cálido y húmedo de la superficie se eleva por convección en el mismo lugar, formando lo que podríamos decir la espiral de ascenso, que se ubica sobre la espiral de descenso de la columna de subsidencia. Se trata de una acción (el descenso del aire muy frío y pesado) y de una retroacción inmediata (el ascenso del aire más cálido y húmedo). Pero si en la trayectoria del tornado se encuentra un zona de subsidencia el tornado se debilita y desaparece inmediatamente.

## El balance térmico en los océanos

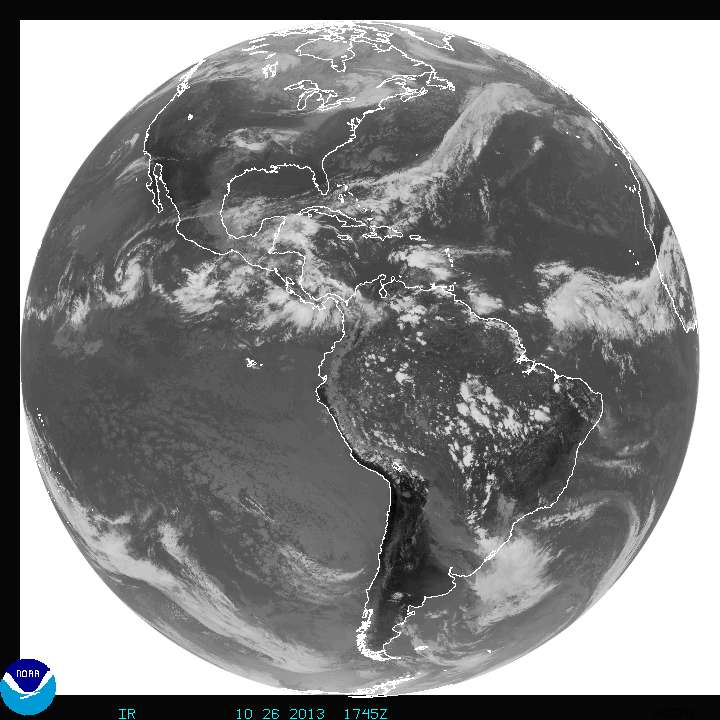
Octubre es el mes que presenta mayor diferencia de temperatura, en el hemisferio Norte, entre los océanos (más calientes) y los continentes que ya comienzan a enfriarse de cara al invierno. Como consecuencia, la mayor nubosidad corresponde a los océanos, mientras que esa nubosidad es menor en las tierras emergidas (América Central y norte de América del Sur). En el caso del Pacífico Oriental, junto a las costas de América Central puede verse una abundante nubosidad en las dos imágenes, lo que tiene que ver con la latitud del ecuador térmico. El color más oscuro indica la mayor sequedad atmosférica (climas secos).

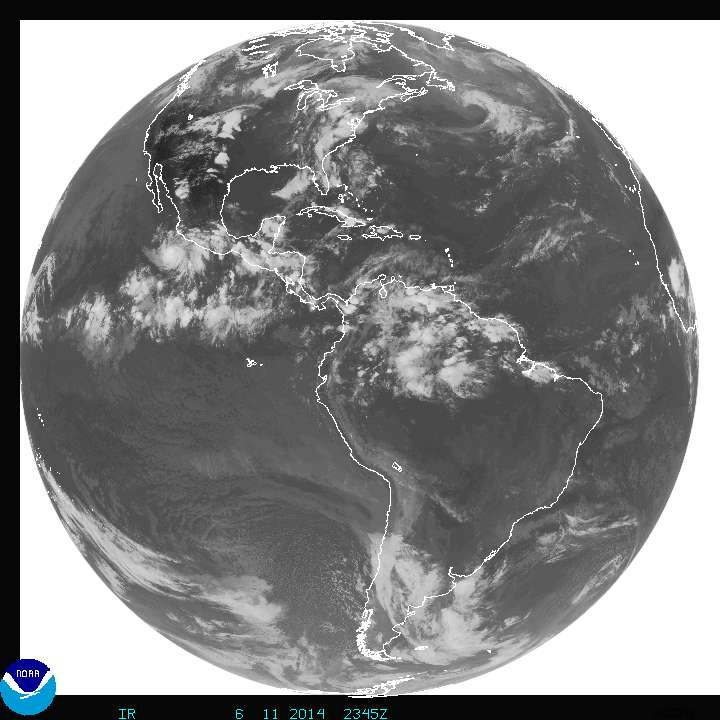
En el mes de junio, la temperatura de los continentes en el hemisferio norte es muy elevada mientras que la de los océanos es más baja. Como consecuencia, los océanos se ven más libres de nubes mientras que las tierras se encuentran cubiertas, con mayor intensidad de las lluvias originadas por convección ya que el calor desprendido de las tierras hace ascender el aire que se condensa formando esa mayor nubosidad (puede verse ahora la diferencia de nubosidad en América Central y en el norte de América del Sur). A su vez, dicha convección puede acentuar el efecto orográfico de las cordilleras sobre la lluviosidad.

———————————————————————————————————————————————————————————————————————————————————————
En el caso de los océanos, el lento calentamiento (y enfriamiento) de las aguas con respecto a las tierras da origen a que exista un retraso de más de un mes entre la temperatura mínima y máxima en las tierras (febrero y agosto en el hemisferio norte) y la de los océanos (marzo y septiembre, también en el hemisferio norte), lo cual conlleva a fenómenos meteorológicos y climáticos muy importantes. Aunque ha sido tratado científicamente en muchas obras de Ciencias de la Tierra y de otras disciplinas, se trata de un conocimiento empírico conocido desde hace mucho tiempo, como se puede inferir de la lectura de un fragmento en una obra de Pío Baroja:

Sabido es que la climatología oceánica y terrestre no es igual; en tierra, el máximum de frío y de calor es febrero y agosto; en el mar, es marzo y septiembre. Octubre, en nuestras costas, es el verdadero principio del otoño; cuando la tierra empieza a enfriarse, el mar sigue templado (Pío Baroja, 1911)

Así pues, las distintas épocas de calentamiento y enfriamiento de las tierras y los océanos dan origen a las consiguientes épocas de estabilidad o inestabilidad atmosférica en estas dos zonas. En otros términos, cuando el mar está más caliente con respecto a los continentes, es la época de inestabilidad atmosférica ya que esa mayor temperatura de las aguas da origen al ascenso de masas de aire cálidas y húmedas, lo que puede traducirse en lluvias cuantiosas o persistentes en las áreas vecinas costeras. Se trata de una especie de ley de la Geografía Física: las aguas de los océanos y mares absorben una enorme cantidad de energía solar, lo que equivale a decir que actúan como una gigantesca pila eléctrica: se carga con los rayos solares y se descarga en la atmósfera mediante la irradiación de calor (rayos infrarrojos, principalmente). Por ello no es casualidad que la época de mayor producción del fenómeno conocido como la gota fría en el este de España sea, precisamente, en otoño, en especial, en los meses de septiembre y octubre (ver el artículo sobre la gran riada de Valencia, por ejemplo). Y también en Venezuela, el mes de tormentas más intensas es el de octubre, con el fenómeno conocido como el Cordonazo de San Francisco, que suele presentarse en dicho mes, aunque no siempre en el día de San Francisco. Curiosamente, este término es de origen español, adoptado en Venezuela desde la época colonial. Como se puede ver en la imagen de satélite de la NASA del 10 de octubre de 2012 que se incluye aquí, estaba a punto de llegar una depresión tropical a territorio venezolano y, desde luego, podría ser como una especie de cordonazo, dado su enorme tamaño, que podría cubrir casi todo el país. Afortunadamente para Venezuela, cuando las tormentas llegan a las Pequeñas Antillas se desvían hacia el Noroeste alejándose del territorio venezolano: solo en 1933 se tiene registro de un huracán en la isla de Margarita, con vientos de unos 120 km/h. (). Y también se puede ver en las imágenes de satélite que el océano Atlántico tiene mayor cantidad de superficie cubierta por nubes de gran tamaño, que los continentes, lo cual es consistente con lo que se dice de la mayor cantidad de energía absorbida por las aguas marinas con relación a los continentes, que pierden mucho más rápido dicha energía.

## Un  ejemplo reciente: meteorología del mes de octubre de 2012 en Venezuela

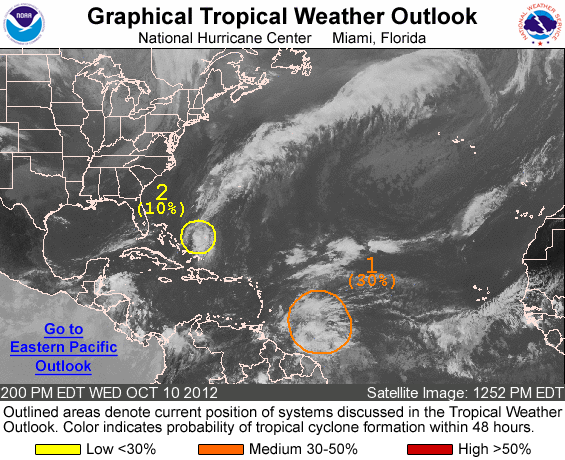
Imagen de satélite del Mar Caribe y Océano Atlántico del 10 de octubre de 2012, en la que se pueden ver la mayor cantidad de nubes y tormentas sobre las aguas marinas y no tanto en los continentes, como corresponde a un mes (octubre) en el que las aguas marinas siguen estando relativamente calientes en comparación a los continentes. Puede verse una depresión de tamaño considerable (casi 1000 km de diámetro) al este de Venezuela, depresión que unos días después se convirtió en el huracán Rafael.

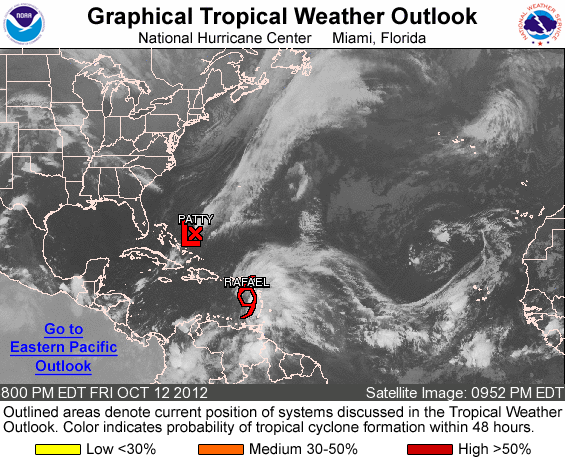
Imagen de satélite del Atlántico Norte y Mar Caribe el 12 de octubre de 2012. Pueden verse los restos de la tormenta tropical Patty y al Huracán Rafael que poco después absorbió dichos restos.

El mes de octubre de 2012 en Venezuela ha cumplido, con creces, lo que aquí se ha venido señalando con respecto al distinto calentamiento de las aguas marinas con relación a las tierras continentales y a la acumulación de calor en los mares cuando ya comienza el descenso de la temperatura en los continentes. Los datos de daños y víctimas por las lluvias e inundaciones en Venezuela durante dicho mes fueron incalculables, aunque no por razones del cambio climático o del calentamiento global, como quiere hacerse ver por razones políticas (estas son dos razones políticamente correctas aunque científicamente incorrectas), sino por problemas derivados (además de que las lluvias fueron muy intensas durante dicho mes) de algunas deficiencias en materia de infraestructura. Varias referencias servirán para dar una idea de lo que aquí se ha explicado:
Los efectos del huracán Rafael se dejaron sentir en Venezuela de manera indirecta cuando era todavía una tormenta tropical que se encontraba al este de Trinidad. Sin embargo, esos efectos, unidos a los de otras tormentas, en especial, los del huracán Sandy cuando todavía no había sido catalogado como tormenta tropical, han convertido al mes de octubre en el más lluvioso del año 2012 y uno de los más lluviosos en Venezuela en mucho tiempo (). 
Pero en realidad, las lluvias fuertes comenzaron en partes de Venezuela a partir del 10 de octubre y se prolongaron hasta el día 24, cuando ya habían comenzado los efectos del huracán Sandy antes, incluso, de tener la categoría de tormenta tropical, lo cual parece subestimar lo que puede hacer una amplia área de baja presión atmosférica en un clima de la zona intertropical, como es el de Venezuela. En esas dos semanas, centenares de viviendas quedaron destruidas, pueblos enteros inundados o aislados, carreteras interrumpidas, miles de personas desalojadas o damnificadas y cuantiosos daños en todo el país, muy superiores a los efectos del huracán en los lugares donde afectó directamente aunque es justo reconocer que los efectos en Venezuela se deben más a problemas de infraestructura y de otro tipo, que son en su mayor parte, ajenos a la meteorología. 

### El huracán Rafael

#### Algunos ejemplos periodísticos de los efectos en Venezuela de la tormenta tropical Rafael
- Desalojan a 5000 turistas de la montaña de Sorte por desbordamiento del río (domingo 14)[10]
- Río desbordado en Guarenas por lluvias (lunes 15)[11]
- Tormenta en 5 municipios del Zulia (lunes 15)[12]
- Emergencia por lluvias (lunes 15)[13]
- Tormenta Rafael 12 de octubre[14]
- Huracán Rafael 15 de octubre de 2012[15]

### Huracán Sandy
- El 17 de octubre se disipa definitivamente el huracán Rafael pero en Venezuela ya comienzan a sufrirse los efectos de una nueva depresión barométrica que después (22-23 de octubre) se convierte en la tormenta tropical Sandy, que llegó a ser el huracán más poderoso y destructivo de 2012. El periódico Últimas Noticias incluyó en la portada del día 17 las siguientes noticias: Lluvias empapan 9 estados. Quebradas desbordadas, derrumbes y viviendas anegadas reportó Protección civil. Megalaguna que se formó en Altamira bloqueó la autopista Francisco Fajardo. Calles se volvieron ríos: bomberos rescataron al menos a 9 personas ([16]).

- Sin embargo, las lluvias desastrosas ocasionadas por la depresión barométrica que después alcanzó la categoría de huracán (Sandy) fueron consideradas como un suceso inexplicable y en ninguna parte se asoció dicho suceso con las elevadas temperaturas atmosféricas y el posterior desarrollo de dicho huracán ([17]). Tal vez contribuyó a este hecho el que el National Hurricane Center (NHC), con sede en Miami, demoró unos días en elevar la categoría de la depresión a tormenta tropical, cuando lo cierto es que los mayores estragos en Venezuela de dicha tormenta se presentaron entre el 17 y el 23, que fue, precisamente, el día en que se nombra por primera vez a la tormenta tropical Sandy. Esto no es un error del NHC, ya que los pronósticos sobre tormentas tropicales y huracanes siempre indican una especie de precaución que señala lo siguiente: independientemente de la evolución de la tormenta (o depresión y hasta huracán en muchos casos) pueden presentarse lluvias intensas, inundaciones, coladas de barro y derrumbes en lugares muy alejados de la misma, especialmente en las tierras altas. Además, en algunas ocasiones señalan las posibilidades del impacto de alguna depresión o tormenta tropical en territorio venezolano. ([18])

## Aplicaciones prácticas del principio de la diatermancia
El conocimiento práctico de la diatermancia tiene una aplicación interesante en el campo de la meteorología con fines agrícolas. A los agricultores de todo el mundo les interesa enormemente minimizar los efectos de los cambios bruscos de la meteorología a escala local, como tormentas, heladas, granizadas, "gota fría" y otros problemas similares. Los agricultores de la zona levantina de España, por ejemplo, siempre han estado muy dispuestos a probar métodos que regulen o limiten los efectos negativos de la meteorología en áreas relativamente reducidas como es el caso de las "heladas" nocturnas en áreas naranjeras o el de evitar de alguna manera el efecto de las granizadas en zonas melocotoneras. 
En el primer caso, por ejemplo, los agricultores descubrieron empíricamente que, inundando los campos de naranjos, el peligro de helada nocturna disminuía drásticamente. Ello se debía, naturalmente, a que el agua líquida emite calor al encontrarse por encima de los 0 °C, mientras que el aire puede encontrarse a varios grados bajo cero, al mismo tiempo. El resultado es que la absorción de calor por parte del aire a través de la evaporación y posterior condensación regula la temperatura evitando o limitando esas heladas nocturnas: no es sino una aplicación del principio de la diatermancia que se contrapone entre el agua y el suelo sobre la superficie terrestre. Pero, lo mismo que sucede durante el calentamiento del aire en contacto del suelo inundado durante la noche, sucede al contrario durante el día cuando el aire está muy seco y caliente a fines del verano y comienzos del otoño: si se pueden regar por inundación durante esos días los campos de melocotones u otros frutales se regulará el proceso de convección, limitándolo durante el día (por el aumento de la presión atmosférica durante las horas de calor al estar siendo absorbido ese calor por el agua de riego y el suelo mojado) y lo incrementará durante la noche de manera suave, lenta y progresiva dando origen a una convección no violenta donde la producción de granizo sería prácticamente nula. En cambio, el riego por goteo en las áreas melocotoneras puede haber contribuido al aumento de las tormentas con granizo.  La nitidez en la separación de zonas anticiclónicas durante el día (áreas inundadas o con el suelo irrigado) y las nubosas (áreas de convección con el suelo seco) nos hace ver que la idea se podría aplicar a zonas relativamente reducidas de tamaño. En un artículo acerca de cómo afectan las heladas a las naranjas se señala que cuando los naranjos se encuentran próximos a un río (se refieren indirectamente al Júcar) disminuye el riesgo de heladas nocturnas por el calor difundido por el agua a través de la evaporación nocturna:

Por suerte, nuestros campos al estar al lado del río no se han visto dañados por el frío siberiano que ha afectado todo el territorio español en las últimas semanas, y al que ahora felizmente decimos adiós. El río produce calor y crea un pequeño ecosistema ayudando a que las temperaturas sean más altas que los lugares más lejanos. ()

Los datos meteorológicos de los arrozales en torno a la Albufera de Valencia podrían arrojar algo de luz sobre este problema y es muy probable que mostraran la ausencia de granizadas cuando los campos están inundados. La mayoría de estas imágenes que ahora pueden verse prácticamente en tiempo real, también nos muestran la relativa ausencia de nubes durante el día (sobre ríos, lagos y áreas de suelo mojado), lo cual limita la convección brusca y violenta que podría ocasionar esas granizadas.